# Blake Bortles
Robby Blake Bortles (nascido em 28 de abril de 1992) é um ex-jogador de futebol americano que jogava como quarterback na National Football League (NFL). Ele jogou futebol americano universitário na Universidade da Flórida Central e foi selecionado pelos Jaguars na terceira escolha geral na Draft da NFL de 2014.
Bortles foi o quarterback titular de Central Florida de 2011 até 2013. Em 2012, ele levou a UCF ao título da Divisão Leste dos EUA. Em 2013, Bortles liderou o time para uma vitória sobre Louisville, número 8 do ranking, para vencer o American Athletic Conference, bem como uma vitória sobre o sexto lugar, Baylor, no Fiesta Bowl de 2014.
Em 2017, Bortles ajudou o Jacksonville Jaguars a alcançar os playoffs pela primeira vez desde 2007, derrotando Buffalo Bills e o Pittsburgh Steelers no seu caminho para a sua primeira Final da AFC desde 1999. Ele se aposentou em 2022.

## Primeiros anos
Bortles freqüentou a Oviedo High School em Oviedo, Flórida, onde se destacou no futebol e no beisebol. Como veterano, ele completou 151 de 233 passes para 2.211 jardas com 27 touchdowns e sete interceptações. Ele terminou sua carreira no colegial com um recorde no Condado de Seminole de 5.576 passes e 53 touchdowns.
Rotulado como um recruta de três estrelas pelo Rivals.com, Bortles foi listado como o 44º melhor quarterback em sua classe. Bortles escolheu a Universidade de Central Florida rejeitando as ofertas de Colorado State, Purdue, Tulane e Western Kentucky.

## Carreira na Faculdade
Bortles aceitou a oferta de UCF, que foi a primeira faculdade a oferecer-lhe uma bolsa de estudos e estava localizada perto de sua casa.
Em 2011, ele jogou em 10 jogos, completando 75 de 110 passes para 958 jardas com seis touchdowns e três interceptações. No segundo ano, em 2012, ele foi titular em todos os 14 jogos. Ele completou 251 de 399 passes para 3.059 jardas com 25 touchdowns e sete interceptações. Ele também correu para 285 jardas e marcou oito touchdowns. Ele foi o MVP do Beef 'O' Brady's Bowl de 2012 depois de completar 22 dos 32 passes para 271 jardas com três touchdowns e 79 jardas contra Ball State Cardinals.
Em 2013, Bortles levou o time para a Final da American Athletic Conference, ganhando a vaga para o BCS Bowl, o Tostitos Fiesta Bowl. Passando para 301 jardas e correndo para 93 jardas e quatro touchdowns, UCF ganhou por 52-42. Bortles foi eleito o MVP Ofensivo do jogo, que foi a primeira grande conquista da UCF na história da escola. Em sua temporada final, ele fez 259 de 382 passes para 3.581 jardas, 25 touchdowns e nove interceptações. Além disso, ele adicionou 87 corridas para 272 jardas e seis touchdowns terrestres.
Como titular das temporadas de 2012 e 2013, Bortles teve um recorde de 22-5. A partir de 2016, seu rating foi de 153,9, o mais alto para qualquer quarterback da UCF com pelo menos 500 tentativas de passe. Ele ficou em quarto em jardas e touchdowns, atrás de Daunte Culpepper, Ryan Schneider e Darin Hinshaw.

### Estatísticas
| Passando | Passando | Passando | Passando | Passando | Passando | Passando | Passando | Passando | Passando | Passando | Correndo | Correndo | Correndo |
| Ano      | Equipe   | JD       | JT       | Cmp      | Ten      | Pct      | Jardas   | TD       | Int      | Rtg      | Ten      | Jardas   | TD       |
| -------- | -------- | -------- | -------- | -------- | -------- | -------- | -------- | -------- | -------- | -------- | -------- | -------- | -------- |
| 2011     | UCF      | 10       | 0        | 75       | 110      | 67,8%    | 958      | 6        | 3        | 153,9    | 21       | 4        | 1        |
| 2012     | UCF      | 14       | 14       | 251      | 399      | 62,9%    | 3 059    | 25       | 7        | 144,5    | 87       | 285      | 8        |
| 2013     | UCF      | 13       | 13       | 259      | 382      | 67,8%    | 3 581    | 25       | 9        | 163,4    | 87       | 272      | 6        |
| Total    | Total    | 37       | 27       | 585      | 891      | 66,2%    | 7 598    | 56       | 19       | 153,9    | 195      | 561      | 15       |

## Carreira Profissional
Em 5 de janeiro de 2014, Bortles anunciou que entraria no Draft da NFL de 2014.
| Altura                          | Peso   | Comprimento do braço | Tamanho da mão | Corrida de 40 jardas | Corrida de 10 jardas | Corrida de 20 jardas | 20-ss  | 3-cone | Salto Vertical | Amplo  | Wonderlic |
| ------------------------------- | ------ | -------------------- | -------------- | -------------------- | -------------------- | -------------------- | ------ | ------ | -------------- | ------ | --------- |
| 1.96 m                          | 105 kg | 0.84 m               | 0.24 m         | 4.93 s               | 1.75 s               | 2.86 s               | 4.21 s | 7.08 s | 0.83 m         | 2.87 m | 28        |
| Todos os valores da NFL Combine |        |                      |                |                      |                      |                      |        |        |                |        |           |

### Temporada de 2014

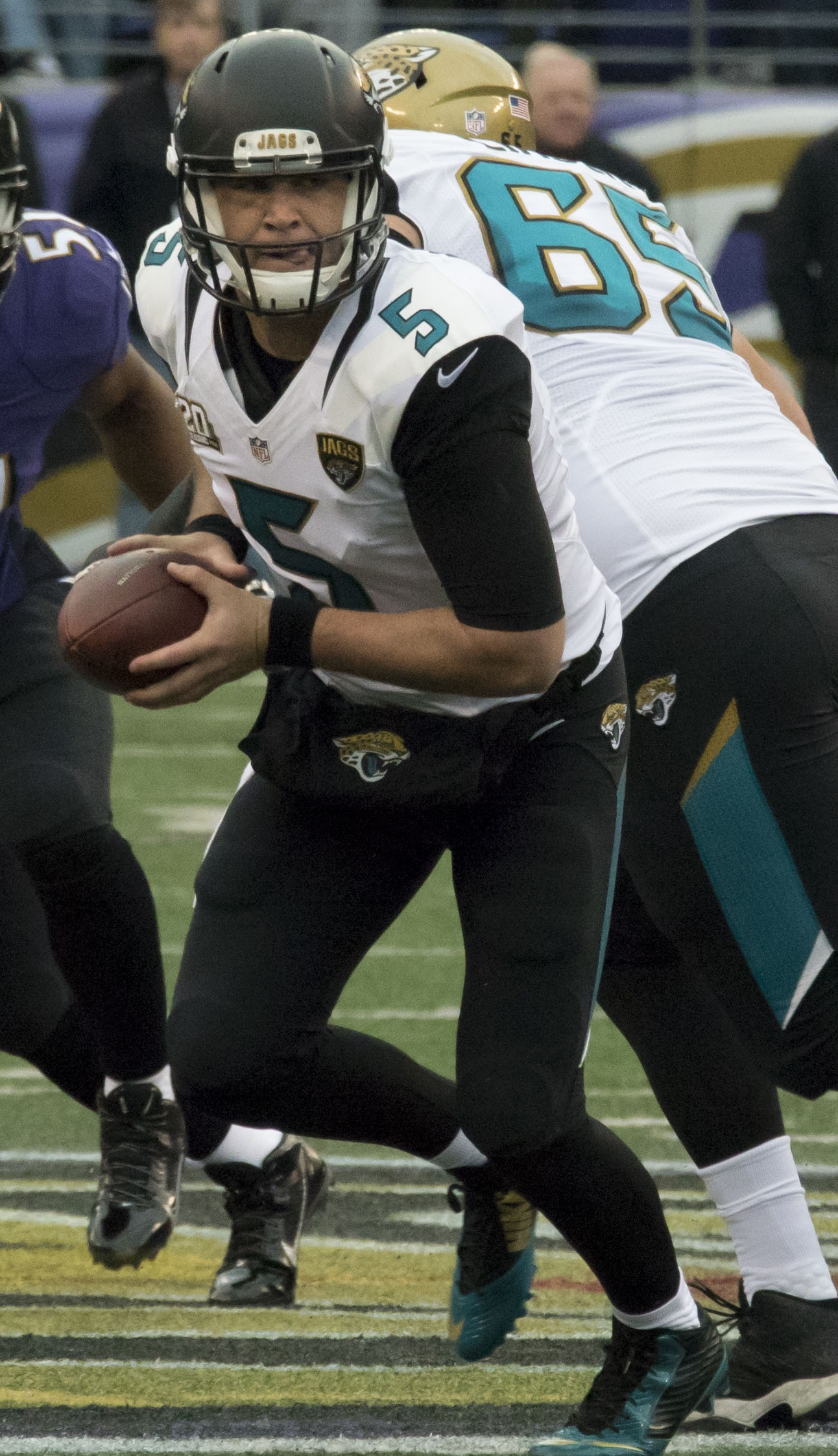
Bortles contra o Baltimore Ravens em 2014

No Draft de 2014, Bortles foi escolhido na terceira escolha geral pelo Jacksonville Jaguars. Bortles foi o primeiro de 14 quarterbacks que foram selecionados. Em 18 de junho, ele assinou contrato no valor de $ 20,6 milhões garantidos por quatro anos.
Em 21 de setembro, na semana 3, Bortles fez sua estréia na temporada regular substituindo Chad Henne na segunda metade de uma derrota por 44-17 para o Indianapolis Colts. Ele completou 14 passes para 223 jardas, dois touchdowns e duas interceptações. Após o jogo, o treinador Gus Bradley nomeou Bortles como titular.
Na semana 4, Bortles fez seu primeiro jogo como titular contra o San Diego Chargers. Bortles terminou o jogo com 29 passes para 253 jardas, um touchdown e duas interceptações em uma derrota por 33-14. Seu rating de 78,4 estabeleceu um recorde para o primeiro jogo como titular de um quarterback novato.
Na semana 6 contra o Tennessee Titans, Bortles teve 336 jardas em 32 passes (três recordes da franquia para novatos), no entanto, os Jaguars perderam por 14-16 devido a um field goal bloqueado. Na semana 13 contra o New York Giants, Bortles lançou para 194 jardas, um touchdown e 68 jardas corridas na maior virada dos Jaguars na história da franquia. Eles ganharam por 25-24 depois de estarem perdendo por 21 pontos. Na semana 16, Bortles levou os Jaguars para uma vitória no Thursday Night Football sobre os Titans por 21-13. Ele completou 13 passes para um touchdown e 50 jardas correndo.
Bortles estabeleceu-se como um quarterback de dupla ameaça em sua temporada de estreia correndo para 20 ou mais jardas sete vezes em 2014, perdendo apenas para Russell Wilson do Seattle Seahawks. No entanto, ele também liderou a NFL e estabeleceu o recorde da franquias ao levar 55 sacks para 345 jardas perdidas e teve um recorde de 3-10 como titular.

### Temporada de 2015
Depois de ter uma boa pré-temporada, Bortles começou a temporada de 2015 com um touchdown e duas interceptações em uma derrota por 20-9 em casa contra o Carolina Panthers na semana 1. Na semana 2, Bortles liderou uma virada contra o Miami Dolphins para selar sua primeira vitória da temporada. Ele lançou para 273 jardas e dois touchdowns sem interceptações. Na semana 5, Bortles lançou para quatro touchdowns, 303 jardas e 21 jardas terrestres. No entanto, isso não foi suficiente, já que o Tampa Bay Buccaneers venceram por 38-31. Na semana 13, Bortles quebrou o recorde dos Jaguars com cinco passes para touchdown em uma derrota por 42-39 para o Tennessee Titans.
Os Jaguars terminaram com um recorde de 5-11 na temporada de 2015 e Bortles novamente liderou a liga em sacks (51) e também interceptações (19). No entanto, a temporada também foi um sucesso para Bortles que estabeleceu os recordes de touchdowns passados (35), jardas passadas (4,428), passes completos (355) e tentativas de passes (606) em uma única temporada. Seu touchdown de 90 jardas para Allen Robinson na semana 16 foi o mais longo da NFL naquele ano. Seu rating foi acima de 80 em onze jogos e ele lançou para um touchdown nos primeiros 15 jogos de Jaguars de 2015, um recorde da franquia. Depois de ter nenhum touchdown no final da temporada regular, ele dividiu o segundo lugar com Eli Manning, Cam Newton e Carson Palmer, atrás apenas dos 36 de Tom Brady. Ele também foi o sétimo na NFL em jardas passadas com 4.428, atrás de Drew Brees, Philip Rivers, Brady, Palmer, Matt Ryan e Manning.
Ele ficou em 56º lugar por seus colegas jogadores no Top 100 Players da NFL de 2016.

### Temporada de 2016
Bortles teve um decepcionante recorde de 3-13 em 2016. Durante uma sequência de 9 derrotas, o coordenador ofensivo Greg Olson foi substituído por Nathaniel Hackett na semana 8 e o treinador Gus Bradley por Doug Marrone na semana 16.
Na semana seguinte, Bortles recebeu sua primeira recepção na carreira de Marqise Lee em um jogo que eles conseguiram a vitória na véspera de Natal sobre o Tennessee Titans. Foi o único jogo de Bortles com um rating de mais de 100 em 2016 (comparado a cinco jogos em 2015).
Bortles terminou a temporada de 2016 com 3.905 jardas passadas e um rating de 58.9, além de 23 passes para touchdown, 16 interceptações (4º maior da NFL), mas apenas 34 sacks e cinco jogos com 300+ jardas (7º maior da NFL).
Após a temporada, Bortles afirmou que ele havia sofrido uma entorse na articulação na primeira semana e sofreu de tendinite no pulso na parte final da temporada, o que poderia explicar sua regressão.

### Temporada de 2017
Em 1º de maio de 2017, os Jaguars ativaram a opção de quinto ano no contrato de Bortles. Em 26 de agosto, ele foi nomeado o quarterback titular na temporada regular de 2017, após uma competição com Chad Henne.
Nos primeiros 11 jogos da temporada, Bortles teve uma excelente semana 3 com 4 touchdowns e 0 intercepções para um rating de 128,2; ele quebrou a marca de 300 jardas passada apenas na semana 7 com 330 jardas, 1 touchdown e 0 intercepções e um rating de 124,7. 
Excluindo estes jogos, Bortles teve uma média de 185,6 jardas por jogo e teve 7 touchdowns e 8 interceptações nesses nove jogos. Ao longo de 12 semanas, Bortles foi o 17º em jardas e touchdowns e o 18º em rating. No entanto, ele teve um rating de 100+ nos próximos três jogos, compilando 8 touchdowns e 0 interceptações e 300+ jardas em três dos próximos quatro jogos. 
Durante a semana 15 contra o Houston Texans, Bortles terminou com 326 jardas e 3 touchdowns com os Jaguars vencendo por 45-7, ajudando o time a conquistar sua primeira vaga nos playoffs em 10 anos. Durante a semana 16 contra o San Francisco 49ers, Bortles terminou com 382 jardas, 2 touchdowns e 3 interceptações quando os Jaguars perderam por 44–33. Apesar da derrota, os Jaguars conquistaram a AFC South devido aos Titans terem perdidos para o Los Angeles Rams.
Depois de terminar com um recorde de 10-6, os Jaguars foram para os playoffs como o 3 lugar nos Playoffs da NFL de 2017. Na rodada do Wild Card, Bortles derrotou o Buffalo Bills por 10-3. Ele completou 12 passes para 87 jardas e 1 touchdown. Ele também teve 88 jardas terrestre em 10 corridas. Ele se juntou a Michael Vick (2004) como os únicos quarterbacks com mais jardas do que passes em um jogo de pós-temporada desde 1970, e as 75 jardas de passes foram os mais baixos de um quarterback vencedor da pós-temporada desde Joe Flacco na pós-temporada de 2009. 
Devido à sua fraca performance, Bortles recebeu críticas pesadas de analistas e até mesmo de outros jogadores da liga. Quando confrontado sobre essas críticas, Bortles afirmou que ele "não poderia se importar menos" e até mesmo disse: "Há pessoas que acham que o LeBron James é uma porcaria, então se isso acontecer, tenho certeza que sempre haverá pessoas que sempre pensam que eu sou péssimo." 
No entanto, Bortles se recuperou no Divisional Round levando os Jaguars a derrotar os Steelers por 45-42. Bortles completou 14 passes para 214 jardas e um touchdown. Eles se classificaram para a primeira Final da AFC desde 1999, mas eles perderam para o New England Patriots por 24-20. Bortles terminou o jogo completando 23 passes para 293 jardas e um touchdown. Ele terminou os playoffs completando 57,6% de seus passes para 594 jardas, 3 touchdowns e sem interceptações. Ele também correu para 121 jardas.

### Temporada de 2018
Em 24 de fevereiro de 2018, Bortles assinou um contrato no valor de US $ 54 milhões por três anos para permanecer nos Jaguars até a temporada de 2020.
Enfrentando os Patriots na semana 2, Bortles terminou com 377 jardas, 4 touchdowns e uma interceptação quando os Jaguars ganharam por 31-20.

## Estatísticas da carreira na NFL

### Temporada Regular
| Ano    | Time   | Jogos | Jogos | Passando  | Passando  | Passando  | Passando  | Passando  | Passando  | Passando  | Correndo  | Correndo  | Correndo  | Correndo  |
| Ano    | Time   | JD    | JT    | Cmp       | Ten       | Pct       | Jardas    | TD        | Int       | Rtg       | Ten       | Jarda     | Média     | TD        |
| ------ | ------ | ----- | ----- | --------- | --------- | --------- | --------- | --------- | --------- | --------- | --------- | --------- | --------- | --------- |
| 2014   | JAX    | 14    | 13    | 280       | 475       | 58,9%     | 2 908     | 11        | 17        | 69,5      | 56        | 419       | 7,5       | 0         |
| 2015   | JAX    | 16    | 16    | 355       | 606       | 58,6%     | 4 428     | 35        | 18        | 88,2      | 52        | 310       | 6,0       | 2         |
| 2016   | JAX    | 16    | 16    | 368       | 625       | 58,9%     | 3 905     | 23        | 16        | 78,8      | 58        | 359       | 6,2       | 3         |
| 2017   | JAX    | 16    | 16    | 315       | 523       | 60,2%     | 3 687     | 21        | 13        | 84,7      | 57        | 322       | 5,6       | 2         |
| 2018   | JAX    | 13    | 12    | 243       | 403       | 60,3%     | 2 718     | 13        | 11        | 79,8      | 58        | 365       | 7,7       | 2         |
| 2019   | LAR    | 3     | 0     | 1         | 2         | 50%       | 3         | 0         | 0         | 56,2      | 2         | −9        | −4,5      | 1         |
| 2020   | DEN    | 0     | 0     | Não jogou | Não jogou | Não jogou | Não jogou | Não jogou | Não jogou | Não jogou | Não jogou | Não jogou | Não jogou | Não jogou |
| 2020   | LAR    | 0     | 0     | Não jogou | Não jogou | Não jogou | Não jogou | Não jogou | Não jogou | Não jogou | Não jogou | Não jogou | Não jogou | Não jogou |
| 2021   | GB     | 0     | 0     | Não jogou | Não jogou | Não jogou | Não jogou | Não jogou | Não jogou | Não jogou | Não jogou | Não jogou | Não jogou | Não jogou |
| 2021   | NO     | 0     | 0     | Não jogou | Não jogou | Não jogou | Não jogou | Não jogou | Não jogou | Não jogou | Não jogou | Não jogou | Não jogou | Não jogou |
| Career | Career | 78    | 73    | 1 562     | 2 634     | 59,3%     | 17 649    | 103       | 75        | 80,6      | 283       | 1 766     | 6,3       | 8         |

### Pós-Temporada
| Ano      | Time     | JD | JT | Cmp | Ten | Pct   | Jardas | TD | Int | Rtg   | Ten | Jardas | Media | TD |
| -------- | -------- | -- | -- | --- | --- | ----- | ------ | -- | --- | ----- | --- | ------ | ----- | -- |
| 2017     | JAX      | 3  | 3  | 49  | 85  | 57,6% | 594    | 3  | 0   | 91.,0 | 17  | 121    | 7,1   | 0  |
| Carreira | Carreira | 3  | 3  | 49  | 85  | 57,6% | 594    | 3  | 0   | 91,0  | 17  | 121    | 7,1   | 0  |

### Recordes dos Jaguars
- Mais passes para touchdown em uma temporada – 35 (2015)[58]
- Mais jardas passadas em uma temporada – 4,428 (2015)[59]
- Mais passes tentados em uma temporada – 625 (2016)[60]
- Mais passes completados em uma temporada – 368 (2016)[61]
- Mais passes para touchdown em um jogo – 5 (Semana 13 de 2015, vs. Tennessee Titans)[62]
- Mais jogos consecutivos com um touchdown – 15 (Semana 1, 2015–Semana de 16, 2015)[63]

## Vida Pessoal
Bortles é filho de Rob e Suzy Bortles. Rob era um wrestler e jogador de futebol americano no ensino médio; Suzy jogou softball no ensino médio. O irmão de Bortles, Colby, foi um jogador do time de beisebol em Ole Miss e foi selecionado na 22ª rodada do draft da MLB de 2017 pelo Detroit Tigers.

## Lingações externas
- UCF Knights bio
- Jacksonville Jaguars bio